# Martin Körber
Martin Körber (Võnnu, 1817. július 17. – Kuressaare, 1893. április 17.) balti német evangélikus lelkész, zeneszerző, költő, kórusvezető

## Élete
Apja Eduard Körber (1770–1850) evangélikus lelkész, bátyja Carl Körber (1802–1883) balti német író volt. Középiskolai tanulmányait Tartuban végezte, ezután a Tartui Egyetemen teológiát hallgatott. 1842 és 1845 közt Kuressaare-ban volt iskolai tanár, 1846-ban pedig Anseküla lelkésze lett. Itt egy észt nyelvű kórust alapított, amellyel nem csupán egyházi, hanem világi dalokat is előadott. 1862-ben kóruselőadást szervezett a helyi észt lakosság számára a kuressaare-i kastélyban. 1863. május 21.-én a Sõrve félszigeten nagy világi dalfesztivált rendezett, amelyen hatvan énekes lépett fel a mintegy félezer hallgató előtt. Ez volt az első dalfesztivál a mai Észtország területén. 1873-ban vonult nyugdíjba, Kuressaare-ban telepedett le. Kudjape község temetőjében nyugszik.
Munkássága komoly hatást gyakorolt az észt nyelvű énekhagyomány ki alakulására. Ő maga is számos kórusművet komponált, énekeskönyvei több, mint ezer egyházi és világi éneket tartalmaznak észt és német nyelven. Legismertebb, mindmáig népszerű darabjai: Vaikne kena kohakene, Mu isamaa armas, Ma olen väike karjane, Kus on mu kallis isamaa? és a Kiigu, liigu, laevukene. Mintái kora német, elsősorban szentimentális dalai voltak. A dalok széles körben elterjedtek az észt lakosság körében. 1846-ban adta ki az Õnsa Lutterusse Katekismusse ramat, ärraselletud című katekizmust. A mű a mai napig 57 kiadásban jelent meg, s több, mint 300 000 példányban került az olvasókhoz. Emellett imakönyveket, emlékiratokat és rövid rörténeteket is írt. Kutatott az észt mitológia ismert alakja, Suur Tõll után, valamint a Vereins zur Kunde Oesels tagjaként helytörténeti és történelmi értekezéseket is írt. 900 oldalas Oesel einst und jetzt első kötete 1885-ben jelent meg, ebben átfogóan dolgozta fel Saaremaa történetét (összesen három kötet, 1887-1915). 1885-ben jelentette meg Bausteine zu einer Geschichte Oesels című munkáját.

## Daloskönyvei
- Sörvema löuke ehk 30 mönnusat laulo (1862)
- Sarema laulik, üks mönnus luggemisse ramat nore ja wanna rahvale (1864)
- Laulud Sõrvemaalt, mitme healega (1. kötet 1864, 2. kötet 1867)
- Sarema Kuldnok, ilmaliku laulude koggu nore ja wanna rahwa melejahhutuseks (1879)

## Fordítás
- Ez a szócikk részben vagy egészben  a   Martin Körber című német Wikipédia-szócikk ezen változatának fordításán alapul.  Az eredeti cikk szerkesztőit annak laptörténete sorolja fel. Ez a jelzés csupán a megfogalmazás eredetét és a szerzői jogokat jelzi, nem szolgál a cikkben szereplő információk forrásmegjelöléseként.